# Ephesia fuscida
Ephesia fuscida là một loài bướm đêm trong họ Noctuidae.